# Система статей
Система статей — модель розподілу статей або поширеність of чоловічих і жіночих функцій серед організмів у видах. Такі терміни, як система розмноження та система спаровування також використовувалися як синоніми.
Різниця між системами статей не завжди чітка через модифікаційну мінливість. Системи статей розглядаються як ключовий фактор у генотипній мінливості і репродуктивному успіху. Системи статей могли також призвести до появи або вимирання певних видів.
Інтерес до систем статей сягають Дарвіна, який виявив, що є види вусоногих, які мають як систему статей андродіецію, а деякі — діецію.

## Типи систем статей
У рослин існують мономорфічні системи статей, коли вид має гермафродитну, чоловічу і/або жіночу квітку на одній рослині. Мономорфічні системи статей включають моноецію, гіномоноецію, андромоноецію і тримоноецію. Існують також диморфічні системи статей, такі як діеція, гінодіеція і андродіеція.
У змішаних системах статей гермафродити співіснують з одностатевими особинами. До них входять андродіеція, гінодіеція і триеція.

## Список систем статей

### А

#### Андродіеція
Андродіеція — система статей, при якій у популяції співіснують гермафродити і самці. Вона є рідкісною як у рослин, так і у тварин.

#### Андромоноеція
Андромоноеція — рідкісна система статей у покритонасінних, при якій рослина має і гермафродитні, і чоловічі квітки. Вона була предметом інтересу щодо механізму вираження статі.

### Г

#### Гінодіеція
Гінодіеція — система статей, у якій в одній популяції співіснують самки і гермафродити.

#### Гіномоноеція
Гіномоноеція — система статей у рослин, у якій в однієї особини присутні як жіночі так і гермафродитні квітки. Вона переважає в айстрових, але є погано вивченою.

#### Гінодіеція-гіномоноеція
Гінодіеція-гіномоноеція — система статей у рослин, у якій жіночі, гермафродитні і гіномоноеційні особини співіснують в одній популяції:360.

### Д

#### Дводомність
Дводомність — система статей у рослин, у яких одностатеві чоловічі (тичинкові) і жіночі (маточкові) квітки (або чоловічі і жіночі статеві органи в неквіткових рослин) розташовані на різних особинах.

#### Дихогамія
дихогамії або послідовний гермафродитизм — один із двох видів гермафродитизму, при якому особини починають своє доросле життя, будучи однієї статі, а в більш пізньому віці змінюють її на іншу.

#### Діеція
Діеція — система статей, у якій вид має окремі організми, які є або самцями, або самками, тобто вони виробляють тільки чоловічі або тільки жіночі гамети безпосередньо (у тварин) або опосередковано (у рослин).

### О

#### Однодомність
Однодомність — система статей у рослин, у якій в однієї особини присутні як жіночі, так і чоловічі квітки. Вона поширена в покритонасінних і наявна в 10 % від усіх видів рослин.

#### Одночасний гермафродитизм
Одночасний гермафродитизм — один із двох видів гермафродитизму, при якому особина може виробляти як чоловічі, так і жіночі типи гамет протягом одного сезону розмноження. Одночасний гермафродитизм є однією з найпоширеніших статевих систем у тварин (хоча є набагато менш поширеним за роздільностатевість) і є одним із найбільш стабільних.

### П

#### Послідновна однодомність
Послідовна однодомність[прояснити: ком.] вважається заплутаною системою статей[прояснити: ком.]. Послідновну однодомність може бути важко відрізнити від дводомності.

### Р

#### Роздільностатевість
Роздільностатевість або гонохоризм — система статей, у якій особина є або чоловічої, або жіночої статі.
Термін «роздільностатевість» зазвичай використовується щодо тварин, тоді як «дводомність» використовується щодо рослин. Роздільностатевість є найбільш поширеною системою статей у тварин. Вона була виявлена в 95 % видів тварин.

### С

#### Синоеція
Синоеція — система статей у покритонасінних, при якій усі особини в популяції мають виключно гермафродитні квітки.

### Т

#### Триеція
Триеція — система статей, у якій самці, самки і гермафродити співіснують в одній популяції. Вона присутня як у рослин, так і у тварин, але завжди надзвичайно рідкісна. Триеція виявлена у близько 3.6 % покритонасінних.

#### Тримоноеція
Тримоноеція (також відома як андрогіномоноеція) — система статей у рослин, при якій в однієї особини наявні чоловічі, жіночі та гермафродитні квітки одночасно. Вона є доволі рідкісною.